# На этой земле
«На этой земле» / «Земля» (яп. 地上: Chijo) — фильм-драма режиссёра Кодзабуро Ёсимуры, вышедший на экраны в 1957 году. Фильм снят по роману Сэйдзиро Симады.

## Сюжет
По роману Сэйдзиро Симада о тяжёлой, беспросветной жизни молодёжи — детей простых людей Японии. У Омицу самая большая мечта — дать своему сыну Хэйтиро образование. Ради этого она идёт на любые унижения, лишь бы найти средства на его учёбу. Но за помощь забастовщикам Хэйтиро исключают из учебного заведения. Родители любимой им девушки Вахако запрещают встречаться с Хэйтиро, и он уезжает в Токио. Ещё печальней складывается судьба юной Фуюко. Сирота, без денег, без крова, девушка вынуждена подавить свою невысказанную любовь к Хэйтиро и стать содержанкой богача.

## В ролях
- Хироси Кавагути — Хэйтиро Окава
- Кёко Кагава — Фуюко
- Кинуё Танака — Омицу, мать Хэйтиро
- Хитоми Надзоэ — Вахако Ёсикура
- Кунико Миякэ — Ёсикура
- Син Сабури — Итиро Амано
- Кэйдзо Кавасаки — Токио, брат Вахако
- Эйтаро Одзава — школьный учитель
- Тайдзи Тонояма — дядя Хэйтиро
- Осаму Такидзава — Акэдори

## Премьеры
- Япония — национальная премьера фильма состоялась 22 ноября 1957 года[2].
- СССР — с 16 августа 1959 года фильм демонстрировался в прокате СССР (в Сочи с 1 августа), дублирован на к/ст. «Ленфильм»[комм. 1][3].

## Комментарии
1. ↑  В советском прокате фильм демонстрировался с 16 августа 1959 года (в Сочи с 1 августа), р/у Госкино СССР № 1025/59 (до 1 февраля 1964 года) — опубликовано: «Аннотированный каталог фильмов действующего фонда: Художественные фильмы», М.: «Искусство»-1963, С. 200—201.